# Hebecnema nigrisquama
Hebecnema nigrisquama är en tvåvingeart som beskrevs av Willi Hennig 1952. Hebecnema nigrisquama ingår i släktet Hebecnema och familjen husflugor. Inga underarter finns listade i Catalogue of Life.